# Serrano (Eneide)
Serrano (in latino Serranus) è un personaggio dell'Eneide di Virgilio.

## Il mito

### Le origini
Giovanissimo guerriero italico famoso per la sua bellezza, Serrano fa parte del contingente di Remo. Questi è un giovane condottiero dell'esercito di Turno, il re dei Rutuli in lotta contro Enea.
Il poeta non dice di chi Serrano fosse figlio.

### La morte
" armigerumque Remi premit aurigamque sub ipsis

nanctus equis ferroque secat pendentia colla.

Tum caput ipsi aufert domino truncumque relinquit

sanguine singultantem: atro tepefacta cruore

terra torique madent. Nec non Lamyrumque Lamumque

et iuvenem Serranum, illa qui plurima nocte

luserat, insignis facie, multoque iacebat

membra deo victus: felix, si protinus illum

aequasset nocti ludum in lucemque tulisset. " 
(Eneide, testo latino, IX 330-338).
Il giovane viene ucciso nel sonno insieme a Remo e ad altri guerrieri da Niso durante la sortita notturna che il troiano compie con l'amico Eurialo nel campo degli italici addormentati nel libro IX del poema. Virgilio, che ai vv.332-33 ha descritto la scena con Niso che armato di spada recide la testa a Remo, si sofferma sul particolare del sangue sparso: ed ecco quindi il poeta nominare altre tre vittime, Lamiro, Lamo e Serrano, per le quali al verso 334 delinea un'immagine di morte identica a quella di Remo, con l'uso della locuzione, composta da due negazioni ma avente valore affermativo,  nec non (ossia "così come", "allo stesso modo") che sottintende la forma verbale relinquit del verso 332, indicante l'allontanarsi di Niso dal busto del condottiero rimasto sul letto a singultare. Ma, a differenza del dominus, Serrano cede anche al vino (deo victus = "domato da Bacco") che lo distoglie così dall'altra sua passione, quella dei dadi. Dopo la successione dei busti sussultanti, che si apre con Remo e termina appunto con Serrano, Virgilio inquadra eccezionalmente la testa recisa dell'adolescente, in considerazione del bellissimo volto, per riflettere infine con toni lamentosi sulla mancata possibilità di salvezza:
" e lo scudiero di Remo sopprime, e all'auriga, scovato proprio sotto i cavalli, col ferro fende il pendulo collo; poi la testa a lui stesso asporta, al padrone, e il tronco abbandona palpitante di sangue; scuro il tiepido fiotto la terra e il letto inzuppa. Così poi Lamiro e Lamo e il giovane Serrano, che a lungo quella notte aveva giocato, bello com'era, e disteso, le membra sopraffatte dall'abbondanza del dio: felice, se proseguendo avesse pareggiato la notte al gioco e fino alla luce del giorno l'avesse protratto " (traduzione in prosa di Carlo Carena)
La morte di Serrano è tra quelle che più suscitano dolore nell'esercito italico allorché viene scoperta la strage:
 " nec minor in castris luctus Rhamnete reperto

exsangui et primis una tot caede peremptis,

Serranoque Numaque. "
(Eneide, testo latino, libro IX, vv.452-54)
 " Né minor pianto nel campo, come scopron Ramnete

svenato, e tanti forti periti in un'unica strage,

e Numa e Serrano... " 
(traduzione di Rosa Calzecchi Onesti)

## Interpretazione e realtà storica
" poi mozza il capo al sire, e lascia il busto

singhiozzante di sangue; il suolo e il letto

s'impregnan bruni de la calda vena.

Lamiro e Lamo ancor e il giovinetto

Serrano che giocato quella notte

aveva tanto, bello di sembianze,

e che domo giacea dal molto iddio:

felice, se traea lungo il suo gioco

quanto la notte insino a'primi raggi! " 
(Eneide, IX 332-36, traduzione di Giuseppe Albini)
 " Poi tronca la testa al loro signore, e lascia che il corpo

rantoli in grosso fiotto; caldo di sangue nerastro 

si imbibisce a terra il giaciglio. E ancora Lamiro e Lamo

e il giovinetto Serrano, che in quell'ultima notte a lungo

aveva giocato, bello d'aspetto; le membra domate dal dio

gravemente, stava disteso; fortunato, se ancora avesse prolungato

il gioco per tutta la notte, fino a che non spuntasse la luce " 
(Virgilio, Eneide, canto IX, traduzione di Francesco Della Corte)
 " Poi con un colpo mozza il capo al sire 

e lascia il tronco sussultar nel sangue 

che il letto intiepidisce e il suolo imbruna;

e a Lamo poi, a Lamiro, a Serrano 

che fino a tarda notte avea giocato:

bello d'aspetto, al suol giacente, immemore,

avvinti i sensi nel sopor del vino.

Felice te, se il gioco con la notte

avessi pareggiato! " 
(Virgilio, Eneide, libro IX, traduzione di Adriano Bacchielli)
Dai busti di questi quattro decapitati escono macabri singhiozzi, una sorte che tocca persino a un adolescente allegro come Serrano; la personalità del guerriero assassinato nel fiore degli anni è ben chiara alla maggior parte dei traduttori italiani. Avesse egli continuato a giocare coi dadi per tutta la notte si sarebbe certamente salvato, ma, come ben reso da Francesco Della Corte, quella notte per lui sarà anche appunto l'ultima. Nella traduzione di Adriano Bacchielli (notevole per il lamento della voce narrante rivolto direttamente all'anima stessa di Serrano), viene data al verbo iacebat la resa probabilmente più precisa, col giovinetto che a differenza di Remo non è coricato in un letto, bensì riverso sul terreno, in un'immagine che pertanto rispecchierebbe pienamente i differenti status dei due personaggi.
La sorte identica di Serrano e del suo signore, decapitati entrambi da Niso in una delle scene più cruente nel poema, riguarda due vittime i cui nomi sono destinati a durare nel tempo. La terra che si intride del loro sangue è infatti la stessa sulla quale un giorno sorgerà Roma per opera di Romolo e di suo fratello Remo: e tra i tanti personaggi insigni che l'Urbe produrrà ci sono anche i membri della Gens Atilia, uno dei quali riceverà l'agnomen Serranus (trasmesso quindi ai discendenti), come del resto è detto in un altro punto del poema, ovvero nella profezia che l'anima di Anchise fa al figlio Enea (libro sesto):
 " Quis te, magne Cato, tacitum aut te, Cosse, relinquat?

quis Gracchi genus aut geminos, duo fulmina belli,

Scipiadas, cladem Libyae, parvoque potentem

Fabricium vel te sulco, Serrane, serentem? " 
(Virgilio, Eneide, VI 841-844)
" Chi te, o grande Catone, potrà passare sotto silenzio, e te, o Cosso? chi la stirpe di Gracco o la coppia - due fulmini in guerra - degli Scipiadi, rovina della Libia, e la frugale forza di Fabrizio, o te, che nel solco, Serrano, affondi i semi? "
(traduzione in prosa di Carlo Carena)
Il passo in questione obbliga a considerazioni sull'etimologia di Serranus, che ha connessioni col verbo latino sero, serere: in italiano, "seminare". Attilio fu soprannominato Serrano in quanto egli stava seminando quando apprese di aver ricevuto il comando del popolo romano. Sebbene Virgilio non ci dica nulla sulla famiglia del giovinetto rutulo, è ragionevole pensare che essa possa essere collocata in un contesto agricolo, con un contadino che impone al proprio figlio un nome in cui è espressa la speranza per tanti felici raccolti. La felicità che Serrano sembra invece inseguire è quella data dai piaceri della convivialità (gioco e vino, con conseguente ebbrezza), a sua volta contrapposta a quella ben maggiore che egli avrebbe potuto provare se fosse sopravvissuto alla strage, di qui la commozione di Virgilio, che comunque riconosce a Serrano il merito di aver osservato con maggiore diligenza, rispetto alle altre vittime, il turno di veglia da effettuare, avendo il giovinetto ceduto al sonno solo da ultimo. Né si deve ignorare in Serrano l'eccezionale bellezza del volto, che come sempre nell'epica identifica un eroe; anche se Serrano non fa in tempo a mostrare il suo valore, il testo fa capire che egli poteva riuscirci (" fortunato, se ancora avesse prolungato il gioco per tutta la notte, fino a che non spuntasse la luce " va interpretato anche in questo senso); è peraltro da notare come il vino bevuto non conferisca a questo personaggio alcun tratto di sconcezza (riscontrabile invece in altri gozzovigliatori periti nella strage come Reto, i tre servi di Ramnete, l'auriga di Remo), facendone piuttosto riemergere un residuo di infantilismo.

## Fortuna dell'episodio
Il motivo del guerriero sorpreso ubriaco nel sonno torna nell'Orlando Furioso. Qui infatti il saraceno Cloridano compie una strage notturna nell'accampamento cristiano, uccidendo tra gli altri i tre soldati gozzovigliatori Grillo, Andropono e Conrado. Con Serrano, Grillo condivide la morte per decapitazione; l'amore per il gioco è invece l'elemento che maggiormente lega il giovinetto italico alle altre due vittime di Cloridano.
 " Poi se ne vien dove col capo giace

appoggiato al barile il miser Grillo:

avealo voto, e avea creduto in pace

godersi un sonno placido e tranquillo.

Troncògli il capo il Saracino audace:

esce col sangue il vin per uno spillo,

di che n'ha in corpo più d'una bigoncia;

e di ber sogna, e Cloridan lo sconcia.

E presso a Grillo, un Greco ed un Tedesco

spenge in dui colpi, Andropono e Conrado

che de la notte avean goduto al fresco

gran parte, or con la tazza, ora col dado:

felici, se vegghiar sapeano a desco

fin che de l'Indo il sol passassi il guado.

Ma non potria negli uomini il destino,

se del futuro ognun fosse indovino." 
(Ludovico Ariosto, Orlando Furioso, canto XVIII, ottave 176-77)

## Curiosità
- Luciano Miori nella sua traduzione del poema trasforma il nome dell'adolescente in "Sarrano", facendo quindi saltare ogni collegamento con la gens degli Atilii.

 " Poi mozzò il capo al loro stesso signore; ed un cupo

 fiotto di tepido sangue sgorgò dal tronco, bagnando

terra e drappi. Fu quindi la volta di Làmiro e Lamo

 e del bel giovinetto Sarrano, che aveva trascorso

quella notte nel gioco e giaceva allora domato

dal copioso liquore di Bacco: felice, se avesse

continuato quel gioco notturno fino all'aurora!" 
(traduzione di Luciano Miori)

### Fonti
- Publio Virgilio Marone, Eneide, libri VI e IX.

### Traduzione delle fonti
- Virgilio, Eneide, traduzione in prosa a cura di Carlo Carena, Unione Tipografico-Editrice Torinese, 1976.
- Virgilio, Eneide, traduzione di Giuseppe Albini, Bologna, Zanichelli 1921.
- Virgilio, Eneide, traduzione di Adriano Bacchielli, Torino, Paravia 1963.
- Virgilio, Eneide, traduzione di Francesco Della Corte, in Enciclopedia virgiliana, tomo VI.
- Virgilio, Eneide, traduzione di Rosa Calzecchi Onesti, Torino, Einaudi 1982.
- Virgilio, Eneide, traduzione di Luciano Miori, Trento, Manfrini 1982.